# Plumarella bayeri
Plumarella bayeri is een zachte koralensoort uit de familie van de Primnoidae. De wetenschappelijke naam van de soort is voor het eerst geldig gepubliceerd in 2010 door Zapata-Guardiola & Lopez-González.